# Lucian Trufin
Lucian Trufin (n. 1 iunie 1976, Vlăsinești, România) este un politician român, ales în 2016 senator de Botoșani, și anterior primar al comunei Vlăsinești din același județ.